# Saison 3 de Miss Fisher enquête
Chronologie
Saison 2
Cet article présente le guide des épisodes de la troisième saison de la série télévisée australienne Miss Fisher enquête (Miss Fisher's Murder Mysteries).

## Distribution
- Essie Davis (VF : Marie Chevalot) : Phryne Fisher
- Nathan Page (VF : Loïc Houdré) : Détective John "Jack" Robinson
- Hugo Johnstone-Burt : Brigadier Hugh Collins
- Ashleigh Cummings (VF : Bénédicte Bosc) : Dorothy "Dot" Williams
- Richard Bligh : Mr Butler
- Travis MacMahon : Bert
- Anthony Sharpe : Cec
- Ruby Rees Wemyss (VF : Marie Nonnenmacher) : Jane
- Miriam Margolyes (VF : Cathy Cerda) : Tante Prudence
- Nicholas Bell : Murdoch Foyle
- Tammy Macintosh : Docteur Mac

## Épisodes

### Épisode 1:La Sirène miraculeuse
- Australie : 8 mai 2015 sur ABC1
- France : 27 décembre 2015 sur France 3

- Australie : 1,071 million de téléspectateurs[1](première diffusion)
- France : 3,078 millions de téléspectateurs[2](première diffusion)

- Pip Miller (Baron Henry Fisher)
- Grant Piro (Le grand Merve MacKenzie)
- Kate Mulvany (Eva Callahan / Millie / Miss Evana)
- André de Vanny (Sid Fry)
- Eloise Mignon (Sarah Norden)
- Madeleine Vizard (Pearl Dyson)
- Irene Chen (Mavis)

### Épisode 2:la Jeune Fille et le meurtre
- Australie : 15 mai 2015 sur ABC1
- France : 27 décembre 2015 sur France 3

- Australie : 1,006 million de téléspectateurs[3](première diffusion)
- France : 3,078 millions de téléspectateurs[2](première diffusion)

- Rodger Corser (Capitaine Lyle Compton)
- Huw Higginson (Sergent George Greaves)
- Tom Hobbs (Chef d'esquadron Willis Jones)
- David Paterson (Rupert Higgins)
- Kasia Kaczmarek (Tatiana Feodoroff)
- Kasey Gambling (Virginia "Ginny" Forbes / James Manning)

### Épisode 3:Tout est dans la recette
- Australie : 22 mai 2015 sur ABC1
- France : 10 janvier 2016 sur France 3

- Australie : 988 000 téléspectateurs[4] (première diffusion)
- France : 2,965 millions de téléspectateurs[5](première diffusion)

- Dennis Coard (Père O'Leary)
- Robert Mammone (Guido Lupinacci)
- Paul Pantano (Vincenzo Strano)
- Vince D'Amico (Pappa Antonio Strano)
- Louisa Mignone (Concetta Fabrizzi)
- Danielle Horvat (Marianna Luppiacci)
- Alex Tsitsopoulos (Roberto Salvatore)
- Annette Serene (Luisa Luppiacci)
- David John Watton (Mick Doyle)

### Épisode 4:Les Disparus de Collingwood
- Australie : 29 mai 2015 sur ABC1
- France : 10 janvier 2016 sur France 3

- Australie : 968 000 téléspectateurs[7] (première diffusion)
- France : 2,61 millions de téléspectateurs[5](première diffusion)

- Dan Spielman (Docteur Harcourt)
- Diana Glenn (Mary Maddison / Velma Ferguson)
- James O'Connell (Archie Woods)
- Jarin Towney (Patrick "Paddy" O'Connell)
- Ben Keller (Edward "Ned" O'Connell)
- Samuel Wilson (Jimmy)

### Épisode 5:Les Tourments de l'âme
- Australie : 5 juin 2015 sur ABC1
- France : 17 janvier 2016 sur France 3

- Australie : 968 000 téléspectateurs[8] (première diffusion)
- France : 3,009 millions de téléspectateurs[9](première diffusion)

- Phillip Quast (Docteur Hayden Samuels)
- Olivia Connolly (Betsy Cohen)
- Jane Allsop (Delores)
- Laura Gordon (Jemima Littleton)
- Arianwen Parkes-Lockwood (Harriet Edwards)
- Damon Gameau (Docteur Allen Perkins)
- Henry Hammersla (Neville Martin)
- Rod Mullinar (Wilbur Littleton)

### Épisode 6:Valse mortelle au Grand Hôtel
- Australie : 12 juin 2015 sur ABC1
- France : 17 janvier 2016 sur France 3

- Australie : 999 000 téléspectateurs[10] (première diffusion)
- France : 3,009 millions de téléspectateurs[9](première diffusion)

- Pip Miller (Baron Henry Fisher)
- Colin Moody (Eugène Fisher)
- Henry Hammersla (Neville Martin)
- Michala Banas (Enid Shannon)
- Nell Feeney (Hilda Cobb)
- Goran D. Kleut (Karol Valenski)
- Nick Mitchell (Francis McNabb)
- David Macrae (Thomas)

### Épisode 7:Jeu, set et meurtre
- Australie : 19 juin 2015 sur ABC1
- France : 24 janvier 2016 sur France 3

- Australie : 932 000 téléspectateurs[11] (première diffusion)
- France : 3,18 millions de téléspectateurs[12](première diffusion)

- Jeremy Lindsay Taylor (Stanley Burrows)
- Lauren Williams (Constance Burrows)
- Ella Scott Lynch (Angela Lombard)
- Fletcher Humphrys (Fredrick Burn)
- Charles Cottier (Terence Lawson)
- Chelsea Evans (Belinda Roswell)

### Épisode 8:Le Miracle de la science
- Australie : 26 juin 2015 sur ABC1
- France : 24 janvier 2016 sur France 3

- Australie : 1,004 million de téléspectateurs[13] (première diffusion)
- France : 2,72 millions de téléspectateurs[12] (première diffusion)

- Pip Miller (Baron Henry Fisher)
- Colin Moody (Eugène Fisher)
- Dennis Coard (Père O'Leary)
- Tamblyn Lord (Logan Wren)
- David James (Quentin Tode)
- Matt Zeremes (Osman Efendi)